# Marc Heurgon
Pour les articles homonymes, voir Heurgon.
Marc Heurgon, né le 23 juillet 1927 à Paris et mort le  2 septembre 2001 à Nîmes, est un homme politique et un historien français.

## Biographie
Marc Heurgon est le fils de Jacques Heurgon, archéologue, professeur d'Université et membre de l'Institut et petit-fils de Paul Desjardins, fondateur des décades de Pontigny. Sa mère, Anne Heurgon-Desjardins, est la fondatrice du Centre culturel international de Cerisy-la-Salle. 
Il passe l'essentiel de son adolescence à Alger, où il étudie au lycée Bugeaud. Son premier engagement est dans le scoutisme, dès ses quinze ans.
Agrégé d'histoire, il est nommé en 1954 à Alger. Il ne participe cependant pas à la guerre d'Algérie, étant mobilisé en Tunisie pendant toute la durée de son service militaire.
En 1958, il participe à la préparation des rencontres de Cerisy-la-Salle, consacrées à l'Histoire et ses interprétations, puis à la décolonisation.
Il adhère au Parti socialiste unifié (PSU) à sa création, en 1960 et devient secrétaire de la fédération de Paris de ce parti. Proche de Gilles Martinet, il défend, notamment contre Jean Poperen, la ligne d'autonomie du PSU vis-à-vis des autres forces de gauche, notamment au moment de la création de la FGDS. Il est aussi partisan d'une candidature PSU lors de l'élection présidentielle de 1965.
Membre du bureau national du PSU de 1965 à 1968, il est alors responsable des questions d'organisation. Son rôle, apparemment secondaire, fut important dans les événements de mai 1968, notamment parce qu'il avait formé toute une génération de militants étudiants de l'UNEF, notamment Jacques Sauvageot.
Après 1969, il s'éloigne de la direction du PSU et anime, notamment avec Gustave Massiah, la tendance dite maoïste et appelée Gauche ouvrière et paysanne (GOP), qui existera de 1972 à 1974, à la fois à l'intérieur et à l'extérieur du PSU, jusqu'à ce que ses derniers représentants à la Direction politique nationale le quitte en 1974 en raison de l'appui apporté à la candidature de François Mitterrand dès le premier tour de l'élection présidentielle. Il s'occupa des journaux Que Faire ? et L'Outil des Travailleurs, proches de la gauche du PSU.
La GOP, où militent aussi Alain Lipietz, Gilles Lemaire, Gérard Peurière (tous, futurs militants Verts), connaît de brèves années d'existence avant de fusionner en 1976 avec « Révolution ! » dans l'Organisation communiste des travailleurs (OCT).
Dans sa brève existence, la GOP apporte une aide active à la lutte des paysans du Larzac et des ouvriers de Lip à Besançon. Marc Heurgon s'est beaucoup investi dans ces deux combats.
Il se retire de l'action politique à partir de 1976, pour se consacrer à son métier : depuis 1972, il enseignait au lycée Corneille de La Celle-Saint-Cloud (Yvelines).
À partir de 1994, il rédige une histoire du PSU, dont il ne peut achever que le premier tome, sa santé déclinant ensuite rapidement jusqu'à sa mort en 2001.

## Publications
Marc Heurgon a animé les journaux Que faire, puis L'Outil des travailleurs.
En tant qu'historien, il a publié :
- Histoire du PSU, tome 1 : La Fondation et la guerre d'Algérie (1958 - 1962), La découverte, Paris, 1994.
- Jacques Le Goff, Une vie pour l'histoire (entretiens avec Marc Heurgon), La découverte, Paris, 1996.

## Sources
- Le Nouvel Observateur nº 1588, jeudi 13 avril 1995 : article sur son livre sur le PSU.
- (en) Obituary : Marc Heurgon, The Guardian, Tuesday 18 September 2001 : nécrologie.
- « Cerisy, les témoignages ».
- « Le Parti Socialiste Unifié et Heurgon ».
- Vacarme 16, « Une histoire opiniâtre entretien avec Gus Massiah ».
- « Conservatoire des mémoires étudiantes, témoignage de Roger Barralis ».